# Lomonosov, Rusia
Lomonosov (în rusă Ломоно́сов; înainte de 1948: Oranienbaum, Ораниенба́ум) este un oraș municipal din districtul Petrodvortsovy al orașului federal Sankt Petersburg, Rusia, situat pe coasta de sud a Golfului Finlandei, la 40 km vest de Sankt Petersburg. Populația sa a fost de 42.505 de locuitori la recensământul din 2010.   Lomonosov este reședința Oranienbaum, un complex din secolul al XVIII-lea ce include un parc și un palat regal, notabil ca fiind singurul palat în apropierea Sankt Petersburg  necapturat de Germania nazistă în timpul cel de-al Doilea Război Mondial . 

## Galerie

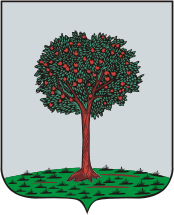
Stema orașului Lomonosov (Oranienbaum) -1780
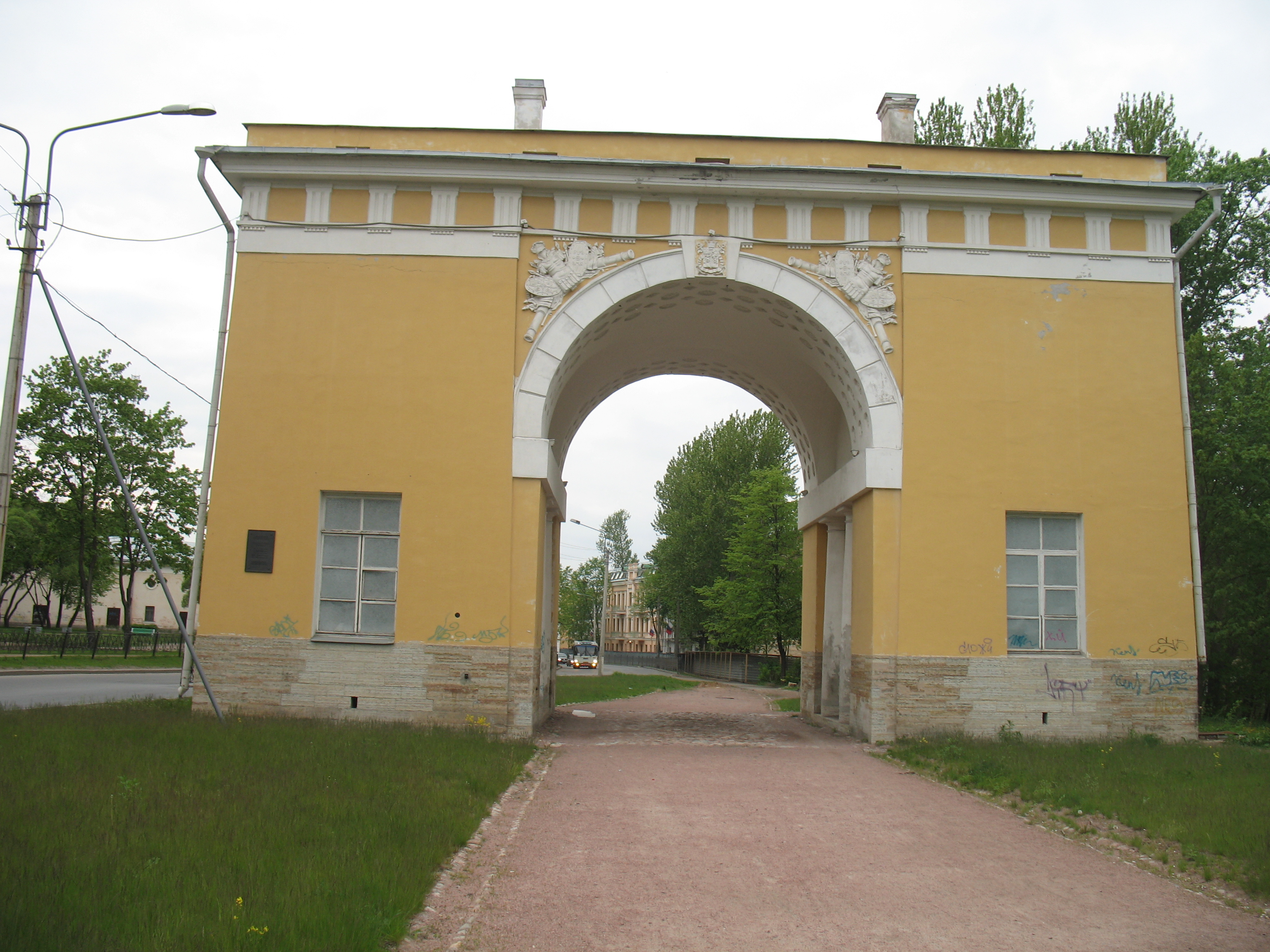
Poarta orașului Lomonosov
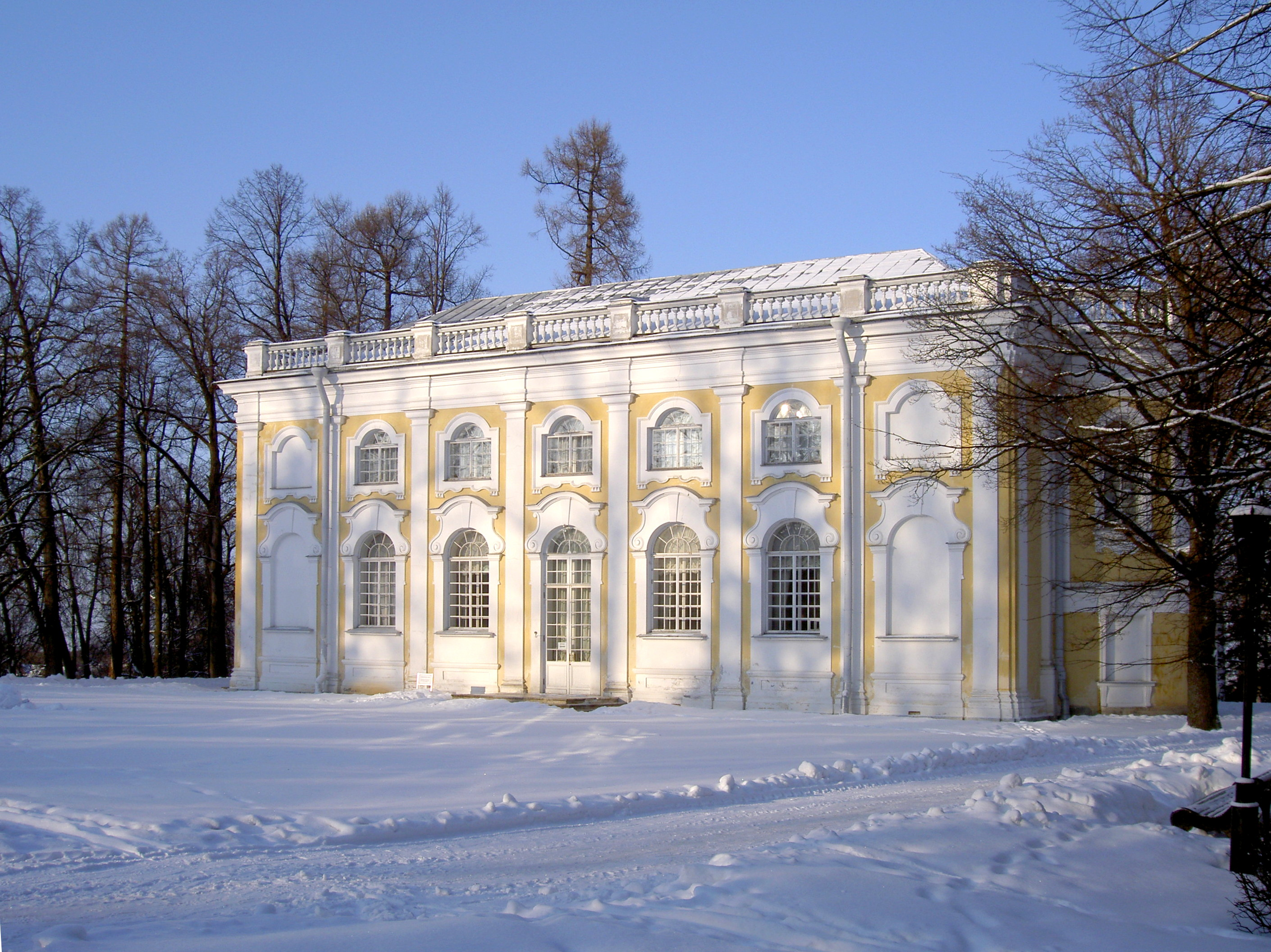
Pavilionul Kammenoye, complexul palatului din Oranienbaum
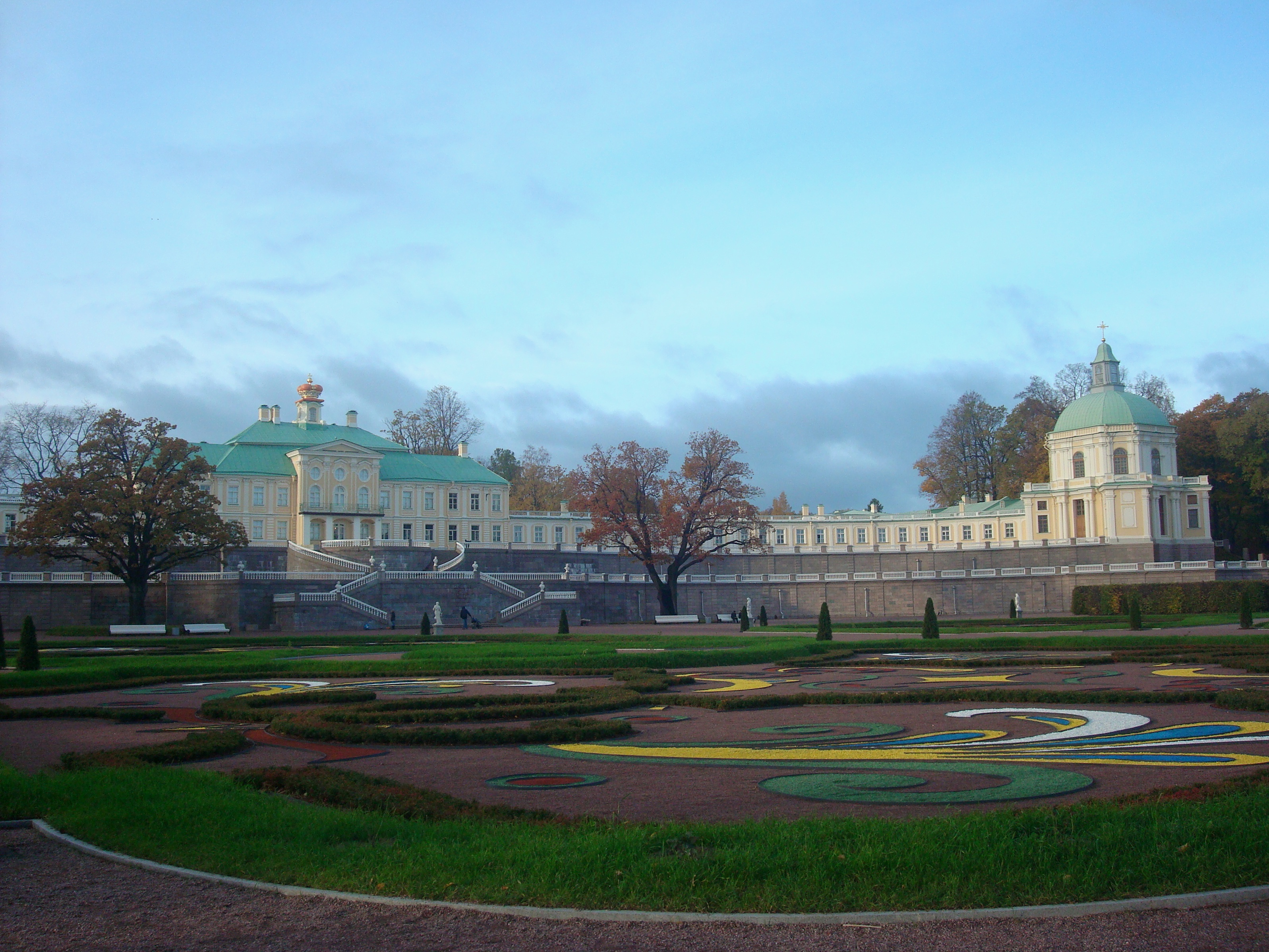
Marele Palat Menshikov
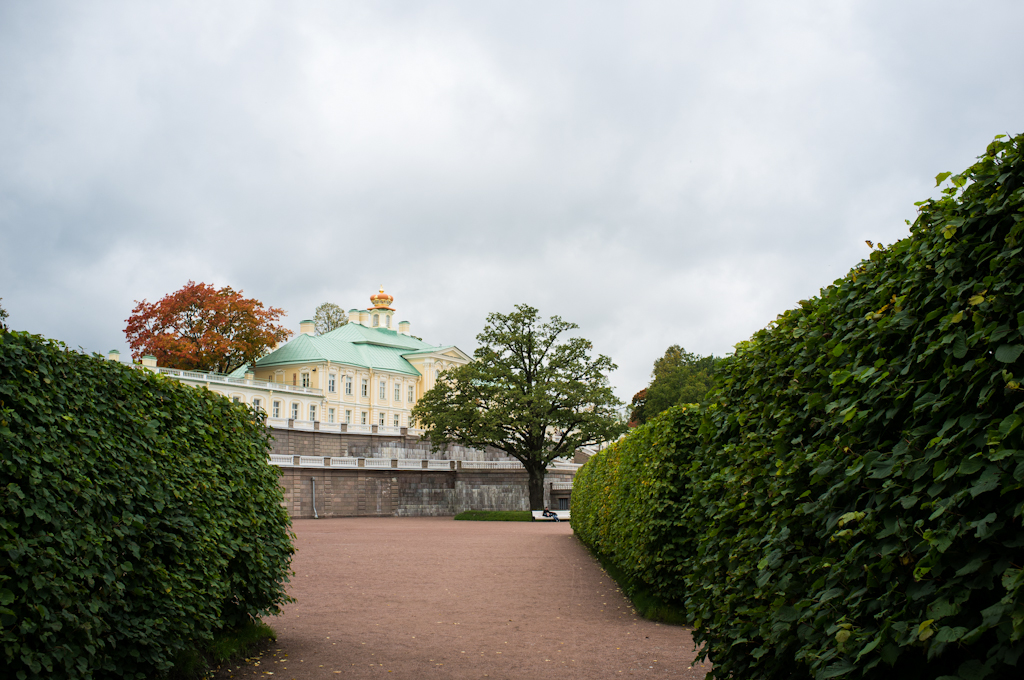
Marele Palat Menshikov
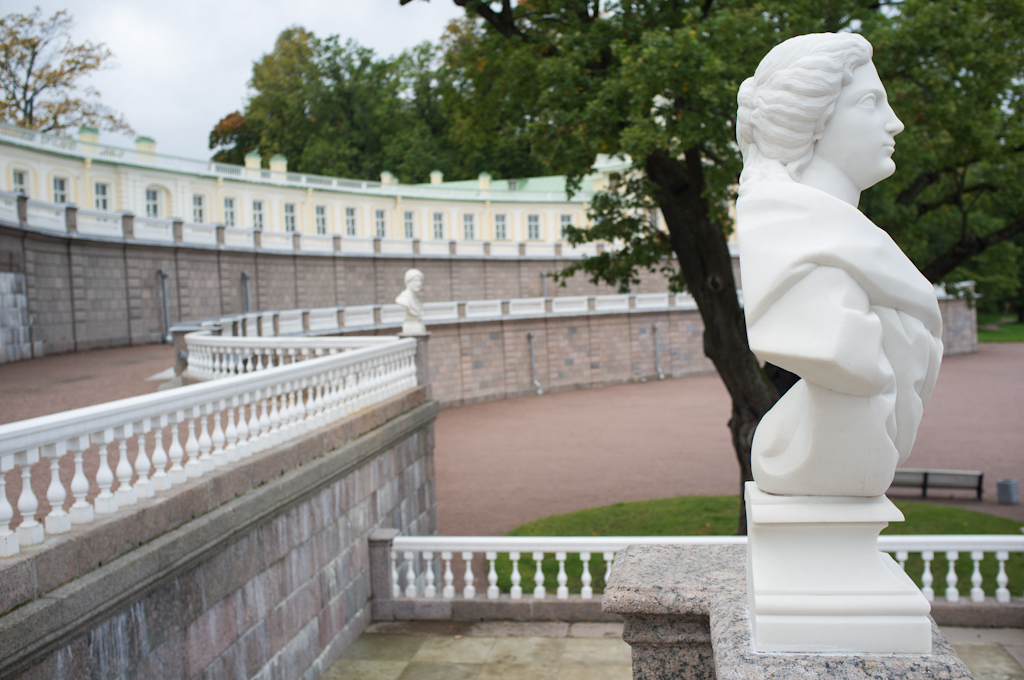
Marele Palat Menshikov
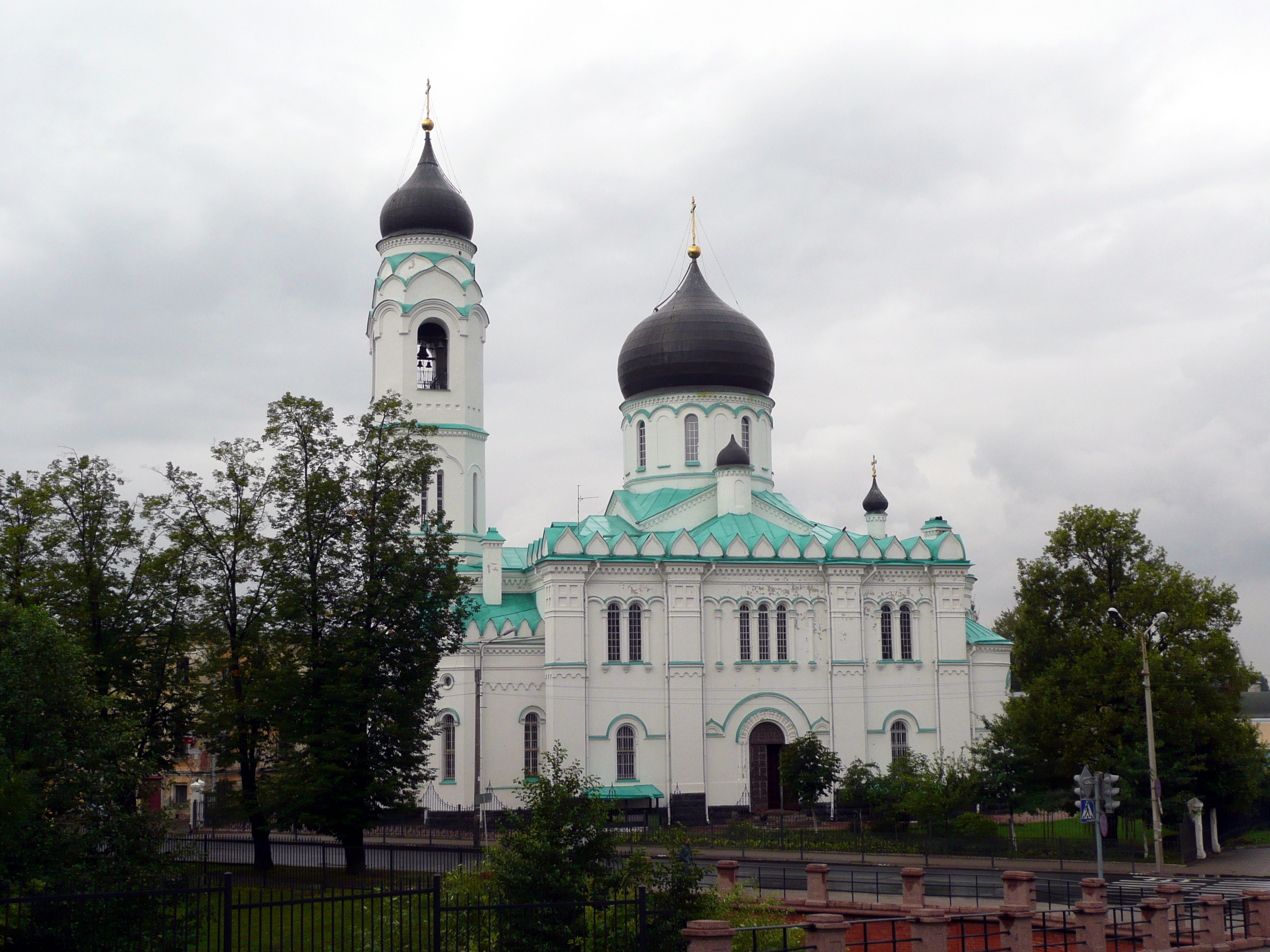
Catedrala Sfântul Arhanghel Mihail

## Personalități născute aici
- Avraam Melnikov (1784 - 1854), arhitect;
- Igor Stravinski (1882 - 1971), compozitor american.